# Nery
Nery – dawna wieś, obecnie peryferyjne osiedle w południowo-wschodniej części Łodzi, na Widzewie, w obrębie Osiedla Nr 33. Leżą w okolicy ulicy Nery i alei Józefiaka.

## Historia
Dawniej samodzielna miejscowość. Od 1867 w gminie Nowosolna. W okresie międzywojennym należały do powiatu łódzkiego w woj. łódzkim. W 1921 roku liczyły 131 mieszkańców. 1 września 1933 utworzono gromadę (sołectwo) Nery w granicach gminy Nowosolna, składającą się z samej wsi Nery.
Podczas II wojny światowej włączone do III Rzeszy. Po wojnie Nery powróciły do powiatu łódzkiego w woj. łódzkim jako jedna z 7 gromad gminy Nowosolna. W związku z reorganizacją administracji wiejskiej jesienią 1954, Nery weszły w skład nowej gromady Andrzejów. 30 czerwca 1963 zniesiono gromadę Andrzejów, a z jej obszaru (oraz z obszaru zniesionej gromady Andrespol) utworzono osiedle Andrespol w tymże powiecie. Tak więc w latach 1963–1972 Nery stanowiły integralną część Andrespola.
Od 1 stycznia 1973 ponownie samodzielna miejscowość, tym razem w gminie Andrespol w powiecie łódzkim. W latach 1975–1987 miejscowość należała administracyjnie do województwa łódzkiego.
1 stycznia 1988 Nery (118,87 ha) włączono do Łodzi.